# 베른하르트 비키
베른하르트 비키(독일어: Bernhard Wicki, 1919년 10월 28일 ~ 2000년 1월 5일)는 오스트리아의 영화 감독, 배우이다.
장크트푈텐에서 태어났으며 뮌헨에서 사망하였다.

## 영화
- 위험한 행마 (1984년)
- 파리 텍사스 (1984년) - 닥터 울머 역
- 애수의 트로이메라이 (1983년)
- 아이 원트 유 (1983년)
- 죽음의 중계 (1980년)
- 양지로의 여행 (1978년)
- 에이스 업 마이 슬리브 (1976년)
- 지상 최대의 작전 (1962년)
- 미라클 오브 말라키 (1961년)
- 밤 (1961년)
- 다리 (1959년)
- 아이, 엄마, 그리고 장군 (1955년)
- 마지막 다리 (1954년)